# Lunca Ilvei
Lunca Ilvei è un comune della Romania di 3280 abitanti, ubicato nel distretto di Bistrița-Năsăud, nella regione storica della Transilvania.